# Langayé
Langayé ist ein Weiler im Arrondissement Niamey V der Stadt Niamey in Niger.

## Geographie
Der Weiler befindet sich im Osten des ländlichen Gebiets von Niamey V. Zu den umliegenden Siedlungen zählen das Dorf Timéré im Nordosten, der Weiler Dantcha im Osten und der Weiler Séno Bali im Südwesten.
Bei Langayé verläuft das acht Kilometer lange Trockental Gorou Kirey, das hinter dem gleichnamigen Dorf Gorou Kirey in den Fluss Niger mündet.

## Bevölkerung
Bei der Volkszählung 2012 hatte Langayé 217 Einwohner, die in 20 Haushalten lebten.

## Wirtschaft und Infrastruktur
Westlich des Weilers steht das Dieselkraftwerk Gorou Banda, das 2017 in Betrieb genommen wurde.